# تونشا شارما
تونشا شارما (4 يناير 2002 - 24 ديسمبر 2022) هي ممثلة سينمائية وتلفزيونية هندية، بدأت مسيرتها الفنية عام 2015. شاركت في فيلم فتور وبار بار ديكو.

## وصلات خارجية
- تونشا شارما على موقع IMDb (الإنجليزية)
- تونشا شارما على موقع قاعدة بيانات الفيلم (الإنجليزية)
- تونشا شارما على موقع ليتربوكسد (الإنجليزية)
- تونشا شارما على موقع كينوبويسك (الروسية)